# SweetSexySavage
SweetSexySavage è il primo album in studio della cantante statunitense Kehlani, pubblicato il 27 gennaio 2017 dall'etichetta Atlantic Records.

## Antefatti
Dopo aver terminato le date nordamericane dello You Should Be Here Tour, le prime sessioni di registrazione finalizzate alla creazione di un nuovo progetto hanno avuto inizio presso Filadelfia intorno alle festività di Halloween del 2015. Intorno alla metà del 2016, la cantante, attraverso il suo profilo Twitter, ne rivela i primi dettagli, dichiarandolo «in arrivo». La lavorazione, nel frattempo, è perdurata per tutto il corso dell'anno.
La maggior parte della produzione di SweetSexySavage è stata affidata ai Pop & Oak, anche se Kehlani ha collaborato con altre personalità, tra cui il suo direttore musicale Jahaan Sweet, nonché produttore dei suoi primi mixtape.
Definito dalla cantante stessa come «divertente ed aggressivo», l'album si è ispirato da un progetto musicale delle TLC, vale a dire CrazySexyCool.  Kehlani ha inoltre citato Natasha Bedingfield, Colbie Caillat, Gwen Stefani e P!nk come le sue massime influenze presenti nel disco.

## Accoglienza
| Recensione           | Giudizio |
| -------------------- | -------- |
| Entertainment Weekly | B        |
| The Guardian         |          |
| Evening Standard     |          |
| Metacritic           | 71/100   |
| Pitchfork            | 7.0/10   |

L'album è stato accolto da critiche generalmente positive. Per Metacritic, che assegna punteggi in centesimi tramite le recensioni di critici influenti, l'album ha totalizzato 71 punti con 5 recensioni positive, punteggio che segnala "recensioni generalmente favorevoli".
Katherine St. Asaph, per conto di Pitchfork, ha elargito all'album una valutazione di 7.0/10, dichiarando che SweetSexySavage è «rinfrescante e si presenta al meglio quando è assai esuberante». Barry Walters di Entertainment Weekly, attraverso un voto pari a B, ha invece notato che «ossessionante, con la messa in evidenza di pezzi come Piece of Mind e Everything Is Yours, il disco si rivela impertinente e allo stesso tempo sincero in attesa di essere snellito dall'animo di Kehlani ricercatore dell'essenza vera.»

## Tracce
1. Intro – 0:59 (Reyna Biddy)
2. Keep On – 3:38 (Kehlani Parrish, August Rigo)
3. Distraction – 3:55 (Parrish, Andrew Wansel, Warren Felder, Daniel Klein, Matthew Campfield)
4. Piece of Mind – 4:18 (Parrish, Autoro Whitfield, Wansel, Felder)
5. Undercover – 3:03 (Parrish, Aliaune Thiam, Anthony Beale, Anthony Lawson, Bob Marley, Ernest Brown)
6. Crzy – 3:11 (Parrish, Denisia "Blu June" Andrews)
7. Personal – 3:47 (Parrish, Johntá Austin, Bryan-Michael Cox, Kevin Hicks, Phalon Alexander)
8. Not Used to It – 3:55 (Parrish, Felder, Wansel, Campfield, Lotus Hartley, Rhian Sheehan)
9. Everything Is Yours – 3:31 (Parrish, Wansel, Felder, Trevor Brown, Zaire Koalo)
10. Advice – 3:22 (Parrish, Wansel, Felder)
11. Do U Dirty – 3:26 (Parrish, Christopher Featherstone, Justin Featherstone, Matthew Featherstone, William Featherstone)
12. Escape – 3:21 (Parrish, Whitfield, Wansel, Felder)
13. Too Much – 3:49 (Parrish, Stephen Garrett, Timothy Mosley, Maxime Picard, Clement Picard)
14. Get Like – 2:54 (Parrish, Matthew Samuels, Rupert Thomas)
15. In My Feelings – 3:46 (Parrish, Wansel Felder, James Harris, Terry Lewis)
16. Hold Me by the Heart – 3:45 (Parrish, Whitfield, Wansel, Felder)
17. Thank You – 3:49 (Parrish, Whitfield, Wansel, Felder)

Tracce bonus nell'edizione deluxe
1. I Wanna Be – 3:31 (Parrish, Anthony Kelly, Brittany Hazzard, Bryan Nelson, Ester Dean, Karen Chin, Paulo Rodriguez
Composer P-Lo)
2. Gangsta – 2:57 (Parrish, Skylar Grey, Andrew Swanson, Jeremy Coleman, Jason Evigan, Jacob Luttrell)

## Classifiche
| Classifica (2017) | Posizione massima |
| ----------------- | ----------------- |
| Australia         | 32                |
| Canada            | 3                 |
| Norvegia          | 40                |
| Nuova Zelanda     | 18                |
| Regno Unito       | 26                |
| Stati Uniti       | 3                 |
| Svizzera          | 63                |